# 国鉄6760形蒸気機関車

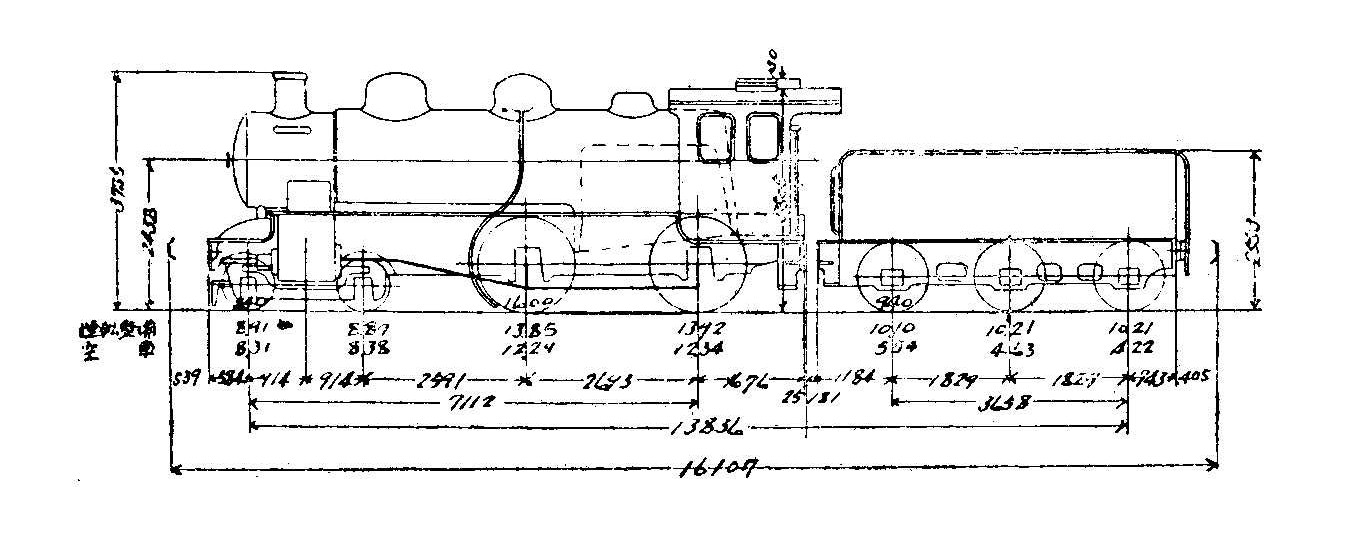
6760形形式図

6760形は、日本国有鉄道（国鉄）の前身である鉄道院が1914年（大正3年）から製造した、軽旅客列車牽引用の国産テンダー式蒸気機関車である。

## 概要
この時点ですでに制式採用され、量産されていた車軸配置2-6-0(1C)で2気筒単式の過熱式テンダー機関車8620形のボイラーおよびシリンダーに、本形式の先行型である4-4-0(2B)形テンダー機関車の6700形、6750形の走行装置を組み合わせたものといえ、機関車設計の標準化を図った最初の例である。総軸数が同一で動軸数が減少しているため、性能的には粘着重量が8620形よりも小さいが、これは運用線区の輸送量の大小によって使い分けるつもりであったようである。
設計は、9600形などを設計した太田吉松（おおたきちまつ）で、運転台の形状や歩み板（ランボード）の高さなど、9600形と共通するものが多い。本形式の特徴は、弁装置の返りクランクの位相が、9600形と同様にクランクより90度先行した様式を採用したことである。以降の国鉄標準型蒸機は返りクランクの位相が90度遅れであり、心向棒を押し下げたときに前進となるのであるが、これと全く逆であった。こうした様式は統一する方が望ましいのは当然であるが、鉄道院として標準を決めかねたのか、確認に手抜かりがあったのかは定かでないが、いずれにせよ過渡的な混乱と考えられる。製造所はすべて川崎造船所で、1914年から1918年（大正7年）にかけて88両が製造された。
しかし、動輪上重量・最小曲線半径などの性能が総合的に8620形に劣り、また、その後の輸送量増大により、早々に本来の軽旅客列車牽引用から離れ、入換用機関車として任務を全うしたものが多かった。また、速度が上がると奇妙な振動を生じて乗り心地が悪かったという。
製造年別の両数及び番号は次のとおりである。
- 1914年（22両） : 6760 - 6781（製造番号168 - 189）
- 1916年（30両） : 6782 - 6811（製造番号190 - 195, 227 - 250）
- 1917年（16両） : 6812 - 6827（製造番号297 - 312）
- 1918年（20両） : 6828 - 6847（製造番号399 - 418）

## 経歴
1914年度製の6760 - 6771の配属は神戸鉄道管理局、6772 - 6781は東京鉄道管理局であった。1916年度製の6782 - 6801は中部鉄道管理局、6802 - 6811は西部鉄道管理局、1917年度製の6812 - 6820は西部鉄道管理局、6821 - 6827は九州鉄道管理局、1918年度製の6828 - 6830は西部鉄道管理局、6834 - 6838は中部鉄道管理局、6839 - 6848は東部鉄道管理局に配属されている。使用線区は、横須賀線、東海道本線中部、山陽本線西部、東北本線南部、常磐線、総武本線、房総線、中央本線、日豊本線であったようである。
1923年（大正12年）3月末時点の配置表では、6762, 6770, 6804 - 6809, 6814, 6815, 6828が湊町の配置となっており、当時は関西本線西部で使用されていたことが分かる。さらに1930年（昭和5年）12月末には、6772 - 6792, 6842 - 6847が東京鉄道局から大阪鉄道局に転属している。
1935年（昭和10年）6月末時点の配置は次のとおりであった。
- 東京鉄道管理局（22両）　- いずれも入換専用
  - 品川機関区（2両） : 6789, 6795
  - 新鶴見機関区（5両） : 6793, 6794, 6797, 6801, 6839
  - 千葉機関区（1両）: 6767
  - 佐倉機関区（1両） : 6778
  - 銚子機関区（1両） : 6779
  - 新小岩機関区（12両） : 6764 - 6766, 6772 - 6777, 6799, 6835, 6836
- 名古屋鉄道管理局（9両）
  - 美濃太田機関区（9両） : 6760 - 6763, 6798, 6800, 6834, 6837, 6838（越美線）
- 大阪鉄道管理局（32両）
  - 和歌山機関区（11両） : 6768 - 6871, 6791, 6804, 6805, 6808 - 6810, 6812（紀勢本線、和歌山線）
  - 高松機関区（5両） : 6780, 6813 - 6815, 6844（予讃本線）
  - 松山機関区（12両） : 6782, 6806, 6807, 6811, 6828 - 6830, 6840 - 6843, 6845（予讃本線）
  - 明石機関区（1両） : 6781（入換専用）
  - 王寺機関区（3両） : 6792, 6846, 6847（入換専用（うち第1種休車1両））
- 門司鉄道管理局（25両）
  - 広島機関区（4両） : 6822, 6831 - 6833
  - 行橋機関区（6両） : 6785, 6786, 6816, 6825 - 6827（田川線）
  - 若松機関区（6両） : 6783, 6784, 6787, 6788, 6790, 6796（筑豊本線）
  - 早岐機関区（3両） : 6818 - 6820（大村線、佐世保線）
  - 人吉機関区（6両） : 6802, 6803, 6817, 6821, 6823, 6824（湯前線）

本形式は全車が揃ったまま太平洋戦争後まで使用され、最初の廃車は1948年（昭和23年）11月の6800であった。
1955年（昭和30年）8月1日時点の配置（合計55両、含む工場車3両）は次のとおりであった。
- 高崎鉄道管理局（3両）　
  - 宇都宮機関区（1両） : 6829（第1種休車）
  - 高崎第一機関区（2両） : 6798, 6816
- 千葉鉄道管理局（2両）　
  - 千葉機関区（1両） : 6777
  - 館山機関区（1両） : 6773
- 東京鉄道管理局（26両）
  - 飯田町機関区（2両） : 6778（第1種休車）, 6806（第1種休車）
  - 横浜機関区（19両）: 6764, 6765, 6767, 6768, 6770, 6771, 6775, 6789, 6793, 6794, 6795, 6797, 6799, 6813, 6835, 6839, 6840, 6843, 6846
  - 八王子機関区（1両） : 6776（第1種休車）
  - 茅ヶ崎機関区（1両） : 6772（第1種休車）
  - 国府津機関区（3両） : 6790（第1種休車）, 6801（第1種休車）, 6811（第1種休車）
- 静岡鉄道管理局（2両）
  - 静岡機関区（2両） : 6792, 6830
- 名古屋鉄道管理局（1両）
  - 稲沢第一機関区（1両） : 6847（第1種休車）
- 天王寺鉄道管理局（6両）
  - 竜華機関区湊町支区（2両） : 6769, 6782
  - 和歌山機関区（3両） : 6809（第1種休車）, 6810（第1種休車）, 6834（第1種休車）
  - 紀伊田辺機関区（1両） : 6808
- 広島鉄道管理局（2両）
  - 広島第二機関区（1両） : 6804（広島工場入換）
  - 下関機関区（1両） : 6815（幡生工場入換）
- 四国鉄道管理局（1両）
  - 多度津工場（1両） : 6841
- 門司鉄道管理局（10両）
  - 門司機関区（2両） : 6803（第1種休車）, 6827（第1種休車）
  - 東小倉機関区（1両） : 6802（運転用外使用）
  - 後藤寺機関区（1両） : 6818（運転用外使用）
  - 西戸崎機関区（1両） : 6823（運転用外使用）
  - 西唐津機関区（1両） : 6825（第1種休車）
  - 佐々機関区（2両） : 6821, 6836（運転用外使用）
  - 小倉工場（2両） : 6787, 6826
- 熊本鉄道管理局（1両）
  - 宮地機関区（1両） : 6824（据付ボイラー代用）
- 鹿児島鉄道管理局（1両）
  - 鹿児島機関区（1両） : 6761（西鹿児島工場入換）

横浜の19両を筆頭として入換用途が中心であったが、第1種休車（12両）、運転用外等使用車（5両）および工場構内入換専用車（6両）を含んでいた。遅れていた代替の入換用ディーゼル機関車の開発がDD13形の導入により軌道に乗ったことから、1958年（昭和33年）までには全車が廃車となった。保存されたもの、民間へ払下げられたものはない。